# Non Stop News
Non Stop News è un programma radiofonico di informazione, in onda tutti i giorni su RTL 102.5 dalle 6 alle 9, condotto da Davide Giacalone con Enrico Galletti, Giusi Legrenzi e Massimo Lo Nigro (dal lunedì al giovedì) e con Barbara Sala, Luigi Santarelli e Valentina Iannicelli (dal venerdì alla domenica) 

## Il programma
Storico programma di approfondimento giornalistico curato dalla redazione, per 6 anni è stato curato e condotto da Roma da Max Pagani, tra il 1995 ed il 1998 con Valeria D'Onofrio, successivamente coadiuvati da Gigi Cavone, Massimo Gamba e Massimo Discenza. In seguito allo spostamento della sede di trasmissione a Cologno Monzese, nel 2002, viene condotto da Fulvio Giuliani, a cui nel tempo si sono affiancate Alessandra Giannoli, Renata Guerrini, Jolanda Granato, Valeria Benatti, Simona Volta e Giusi Legrenzi. Da marzo 2021 dopo l'addio di Fulvio Giuliani a RTL 102.5 la conduzione passa a Giusi Legrenzi in coppia con Enrico Galletti. 
Dal 2005 anche le puntate del weekend durano tre ore, e hanno visto in conduzione diverse coppie: Massimo Discenza e Jolanda Granato (gennaio 2005 - dicembre 2006), Massimo Discenza ed Eleonora Lorusso (gennaio 2007), Max Viggiani ed Eleonora Lorusso (febbraio 2007 - maggio 2007), Massimo Discenza e Barbara Sala (novembre 2007 - gennaio 2008), Federico Vespa e Barbara Sala (febbraio - marzo 2008), Barbara Sala da sola (aprile 2008), Barbara Sala e Max Viggiani (maggio - settembre 2008), di nuovo Federico Vespa e Barbara Sala (settembre - ottobre 2008), Barbara Sala e Gabriele Manzo dallo studio di Roma (novembre 2008 - agosto 2009), Barbara Sala e Gigio d'Ambrosio (settembre 2009 - Gennaio 2010). Da febbraio 2010 Barbara Sala è affiancata da Max Viggiani, a parte alcuni mesi del 2012 in cui Max Viggiani condivideva il programma con Martino Migli, Francesco Taranto e Gabriele Sanzini. Dal 2020 le puntate del venerdì, sabato e domenica sono condotte da Barbara Sala e Luigi Santarelli. 
In occasione delle festività natalizie, il 23 dicembre 2014 Non Stop News è andato in diretta dal Centro Televisivo Vaticano con Fulvio Giuliani, Giusi Legrenzi e don Dario Viganò, mentre, per la Settimana di Pasqua, il 15 aprile 2014 è stata trasmessa una puntata speciale in diretta da una suggestiva postazione sul colonnato del Bernini affacciata su Piazza San Pietro.
Da marzo 2016 a marzo 2021, a Fulvio Giuliani e Giusi Legrenzi, e successivamente anche con Enrico Galletti, dal lunedì al giovedì, si aggiunge alla conduzione Pierluigi Diaco, che lascia dopo 12 anni il suo storico programma Onorevole DJ.
Da marzo 2007 al 12 giugno 2020 l'ultima ora del venerdì era dedicata a Non Stop News - Raccontami, con Bruno e Federico Vespa.
Dal 25 settembre 2020, lo spazio Non Stop News - Raccontami viene sostituito dal nuovo programma Giletti 102.5, che come si evince dal titolo, è condotto da Massimo Giletti (conduttore anche in televisione su LA7 del programma Non è l'Arena) con la co-conduzione di Luigi Santarelli, i quali diventano neo-conduttori di RTL 102.5.
È anche in radiovisione sul canale 736 di Sky e sul canale 36 del digitale terrestre, e della piattaforma Tivùsat.